# Municipio de Walnut (condado de Reno)
El municipio de Walnut (en inglés: Walnut Township) es un municipio ubicado en el condado de Reno en el estado estadounidense de Kansas. En el año 2010 tenía una población de 103 habitantes y una densidad poblacional de 1,1 personas por km².

## Geografía
El municipio de Walnut se encuentra ubicado en las coordenadas 38°7′48″N 98°18′27″O / 38.13000, -98.30750. Según la Oficina del Censo de los Estados Unidos, el municipio tiene una superficie total de 93.97 km², de la cual 93,97 km² corresponden a tierra firme y (0 %) 0 km² es agua.

## Demografía
Según el censo de 2010, había 103 personas residiendo en el municipio de Walnut. La densidad de población era de 1,1 hab./km². De los 103 habitantes, el municipio de Walnut estaba compuesto por el 96,12 % blancos, el 1,94 % eran de otras razas y el 1,94 % eran de una mezcla de razas. Del total de la población el 4,85 % eran hispanos o latinos de cualquier raza.